# Tylomischus areolatum
Tylomischus areolatum är en stekelart som beskrevs av De Santis 1972. Tylomischus areolatum ingår i släktet Tylomischus och familjen finglanssteklar. Inga underarter finns listade i Catalogue of Life.